# 山口朗彦
山口 朗彦（やまぐち あきひこ、1982年11月14日 - ）は、日本のソングライター・編曲家。埼玉県出身。ポップホリック所属。

## 来歴
8歳よりピアノを始める。18歳より作曲活動を始め、2003年12月からは清水香里を始めとする多くの声優のライブサポートを行っている。2007年より、ポップホリックの作曲家として本格的に活動を開始。主にアニメソングを中心に活動している。

## 提供

### アニメ
- アイドルマスター ミリオンライブ!
  - Star Impression（作曲・編曲）
- イナズマイレブンGO クロノ・ストーン
  - 夏がやってくる（作曲）
- イナズマイレブンGO ダーク
  - 愛情・情熱・熱風（作曲）
- IS 〈インフィニット・ストラトス〉
  - SUPER∞STREAM（作曲・編曲）
  - BEAUTIFUL SKY（作曲・編曲）
- お兄ちゃんのことなんかぜんぜん好きじゃないんだからねっ!!
  - Taste of Paradise（作曲・編曲）
  - 君にOverflow（作曲・編曲）
- カードファイト!! ヴァンガードシリーズ
  - ミラクルトリガー 〜きっと明日はウルトラレア!〜（作曲・編曲）
  - スタンドアップ! DREAM（作曲・編曲）
  - Fighting Growing Diary（作曲・編曲）
- 快盗天使ツインエンジェル〜キュンキュン☆ときめきパラダイス!!〜
  - Shining☆Star（作曲・編曲）
- 神さまのいない日曜日
  - Birth（作詞・作曲）
- かみさまみならい ヒミツのここたま
  - ころころここたま!（作曲・編曲）
- 神のみぞ知るセカイ
  - ハッピークレセント（作曲）
- kiss×sis
  - 急接近アプローチ♡（作曲・編曲）
  - 大胆LOVE（作曲・編曲）
- キミキス
  - この花はまっすぐに（作曲）
- クロスアンジュ 天使と竜の輪舞
  - 凛麗（作詞・作曲）
- 月刊少女野崎くん
  - PRINCE HUNTER（作曲・編曲）
- こいけん!
  - Starting（共作詞・作曲・編曲）
  - HaveaNiceDay（共作詞・作曲・編曲）
- 咲-Saki- 阿知賀編 episode of side-A
  - TSU・BA・SA（作曲・編曲）
  - MIRACLE RUSH（作曲）
- 実は私は
  - SILENT NOTE（作曲・編曲）
  - Day By Day（作曲・編曲）
- 城下町のダンデライオン
  - Ring Ring Rainbow!!（編曲）
- 涼宮ハルヒの憂鬱
  - 潜在的太陽の証明（作曲）
  - ただの秘密（作曲・編曲）
- スマイルプリキュア!
  - SMILE FOREVER（作曲・編曲）
  - 明日へつづく道（作曲・編曲）
  - One For All（作曲）
- C3-シーキューブ
  - あたらしい私（作曲・編曲）
  - Always with You（作曲・編曲）
- 生徒会役員共
  - 大和撫子エデュケイション（作曲）
- 宇宙をかける少女
  - 宇宙は少女のともだちさっ（作曲）
- 探偵オペラ ミルキィホームズ
  - I DO MY BEST!!（作曲・編曲）
  - いっしょ懸命（作曲）
  - 乙女♡危機一髪（作曲・編曲）
  - SU☆PA☆PA☆スター（作曲・編曲）
  - 正解はひとつ!じゃない!!（作曲・編曲）
- ちゅーぶら!!
  - We can do it!（作曲・編曲）
- ドキドキ!プリキュア
  - こころをこめて（作曲）
  - HOLY SWORD〜勇気はキズナ〜（作曲）
  - Missing Piece（作曲・編曲）
  - 勇気の花（作曲・編曲）
  - 夢見るリグレット（作曲）
- トリコ
  - DELI-DELI☆DEKICIOUS（作曲・編曲）
- ネオ アンジェリーク
  - 君色フィルム（作曲・編曲）
  - Delicious Kitchen （作曲・編曲）
  - SUNSHINE PARTY（作曲・編曲）
- のうりん
  - も・ぎ・た・て♥フルーツガールズ （作曲・編曲）
- 灰と幻想のグリムガル
  - Memories（作曲・編曲）
- 初恋限定。
  - Future Stream（作曲・編曲）
- パパのいうことを聞きなさい!
  - Brilliant Days（作曲・編曲）
- ひまわりっ!!
  - くノ一mix NO.1（作曲）
  - 迷宮探偵（作曲）
- ぷちます! -プチ・アイドルマスター-
  - Princess Snow White（作曲・編曲）
  - ドキッ♥ラブアトラクション（作曲・編曲）
  - ねがいひとつ（作曲・編曲）
- ぷちます!! -プチプチ・アイドルマスター-
  - 月ノ桜（作曲・編曲）
- フューチャーカード バディファイトシリーズ
  - アンドロメダからSCOOP!!（作曲・編曲）
  - Buddy Buddy Fight!（作曲・編曲）
  - 夏色Fighting!!（作曲・編曲）
  - ミライ☆チャレンジ（作曲・編曲）
  - ワク☆ドキSHOOTER（作曲・編曲）
- Free!
  - Water Surprise（作曲・編曲）
- 僕らはみんな河合荘
  - My Sweet Shelter（作曲・編曲）
- 魔法先生ネギま!
  - きっとドキッと!（作曲）
  - シアワセサガシ（作曲）
  - 世界に愛を咲かせましょ♥（作曲）
  - Baby Love? （作曲）
- まよチキ!
  - Be Starters!（作曲・編曲）
  - 君にご奉仕（作曲）
- 未確認で進行形
  - ウェルカム!生徒会（作曲・編曲）
- みなみけシリーズ
  - カラフルDAYS（作曲）
  - ガール純度UP↑（作曲）
  - 過度な期待にご用心（作曲）
  - せーのっ（作曲）
  - 大好きとバカやろう（作曲）
  - 特盛りハッピー（作曲）
  - トリプル＊アテンション（作曲）
  - ノンストップ☆ピース（作曲・編曲）
  - 微笑みサンセット（作曲）
  - おおきなユメ（作曲・編曲）
  - 絶対カラフル宣言（作曲）
  - メリクリソング☆（作曲・編曲）
  - 経験値速上々↑↑ Featuring KANA（編曲）
  - 経験値速上々↑↑ Featuring CHIAKI（編曲）
  - 春夏秋冬フェスティバル（作曲）
  - HAPPY☆MYらいふ（作曲）
  - 急接近ラッキーDAYS（作曲）
- 遊☆戯☆王 ARC-V
  - お楽しみはこれから!（作曲）
- ラブライブ!
  - baby maybe 恋のボタン（作曲・編曲）
  - sweet&sweet holiday（作曲・編曲）
  - Music S.T.A.R.T!!（作曲・編曲）
  - Hello,星を数えて（作曲・編曲）
- ラブライブ!サンシャイン!!
  - 待ってて愛のうた（作曲・編曲）
  - ユメ語るよりユメ歌おう（作曲・編曲）
  - 逃走迷走メビウスループ（作曲・編曲）
  - 涙×（作曲・編曲）
- ラブライブ! スーパースター!!
  - Dream Rainbow（作曲）
- 夜ノヤッターマン
  - 情熱CONTINUE（作曲・編曲）

### ゲーム
- アイドルマスター SideM
  - BRAND NEW FIELD（作曲・編曲）
  - スマイル・エンゲージ（作曲・編曲）
  - VICTORY BELIEVER（作曲・編曲）
  - Avenue Illusion!（作曲・編曲）
  - MEET THE WORLD!（作曲・編曲）
  - いつかのトライアングル（作曲・編曲）
  - HOT INSPIRATION〜世界のテッペンYeah!（作曲・編曲）
  - Before long,DELIGHT（作曲・編曲）
- アイドルマスター ミリオンライブ!
  - Blue Symphony（作曲・編曲）
  - Just be myself!!（作曲・編曲）
  - FAKE SELF×TRUE SELF（作曲・編曲）
  - Persona Voice（作曲・編曲）
  - Decided（作曲・編曲）
  - brave HARMONY（作曲・編曲）
  - シルエット（作曲）
  - グローインミュージック!（作曲・編曲）
- アイドルマスター シャイニーカラーズ
  - Spread the Wings!!（作曲・編曲）
- IS2 ラブ アンド パージ
  - Sleeping Lover（作曲・編曲）
- 拡散性ミリオンアーサー
  - MIRACLE MILLION!（作曲・編曲）
- ドリフェス!
  - NEW STAR EVOLUTION（作曲・編曲）
  - PLEASURE FLAG（作曲・編曲）
  - Real Dream（作曲・編曲）
  - ありがとうの数だけ笑顔の花を咲かせたい（作曲・編曲）
  - Tomorrow's Songs（作曲・編曲）
- ウマ娘プリティーダービー
  - NEXT FRONTIER （作曲・編曲）
  - ときめきスクランブル（作曲・編曲）
- プリンセスコネクト!Re:Dive
  - ジャストアモーメント！（作曲・編曲）

### ラジオ
- ひだまりらじお×☆☆☆
  - 笑うかどにはパンパンパン!（作曲・編曲）

### アーティスト
- 石原夏織
  - Telephone Call（作詞・作曲・編曲）
  - Blooming Flower（編曲）
  - 雨模様リグレット（編曲）
- 小倉唯
  - Get over（編曲）
  - Happy Strawberry（作詞（共作）・作曲・編曲）
  - Baby,Baby,Baby♡（作曲/編曲）
- 柏木ひなた
  - Fantastic Baby Love（作詞・作曲・編曲）
- 金元寿子
  - レトロ気分で旅に出よう（作曲・編曲）
- 喜多村英梨
  - Be Starters!（作曲・編曲）
  - alive（作詞・作曲・編曲）
  - →↑（作曲）
  - My Singing（作曲）
  - Birth（作詞・作曲）
  - Friend（作詞・作曲・編曲）
  - Pleasure→Link（作曲）
  - 凛麗（作詞・作曲）
  - incomplete（作詞・作曲）
- Kiramune All Stars
  - Get Together!（作曲・編曲）
- 小西遼生
  - バイバイ（共作詞・作曲）
- 佐藤聡美
  - 追憶の果実（作曲）
- 清水香里
  - シンプル（作曲・編曲）
  - 琥珀ノ月（作曲・編曲）
- Sea☆A
  - DELI-DELI☆DELICIOUS（作曲・編曲）
- 鈴湯
  - Re;Starting（作曲）
- StylipS
  - MIRACLE RUSH（作曲・編曲）
  - TSU・BA・SA（作曲・編曲）
  - 星鳴る夜の誘惑者（作曲・編曲）
- スフィア
  - 君の空が晴れるまで（作曲・編曲）
  - サヨナラSEE YOU（作曲・編曲）
- 超特急
  - FLASHBACK（作曲・編曲）
- DearDream
  - NEW STAR EVOLITION（作曲・編曲）
- Trignal
  - ALL FOR ONE!!!（作曲・編曲）
  - Honey Ready Go!!!（作曲・編曲）
  - Update A Day（作曲・編曲）

- 橋本みゆき
  - 素直なままで（作曲・編曲）
  - Prism Celebration（作曲・編曲）
- 前川陽子
  - ドクッキノ天国（作曲）
- ゆいかおり
  - Intro Situation（編曲）
  - Ring Ring Rainbow!!（編曲）
- りらちっち
  - ピーチ・DAYS（作曲）
  - おれんじの種（作曲）

### ドラマ
- REAL⇔FAKE
  - REAL⇔FAKE／Stellar CROWNS with 朱音（作詞・作曲・Chorus）
  - Why Why Why／梅原黎士郎（松村龍之介）（作詞・作曲・編曲・Chorus）
  - Someday／瀬名征行（和田雅成）（作詞・作曲・編曲・Chorus）

### YouTube配信企画
- スペクタクルスペクトル
  - Halo（作詞・作曲・編曲）
  - Clap Your Hands!!!（作詞・作曲・編曲）
  - くっきんどりーみんらんど(作曲・編曲)